# Erkki Kaila
Erkki Kaila (till 1906 års stora namnförändring Johansson), född 2 juni 1867 i Vittis, död 9 december 1944 i Åbo, var en finländsk teolog och politiker.
Kaila var kusin till Elieser Kaila och far till Eino Kaila.

## Biografi
Kaila prästvigdes år 1889 och blev filosofie magister året därpå. Teologie doktor blev han 1896 och teologie hedersdoktor i Uppsala 1941. Åren 1896–1909 arbetade Kaila vid Helsingfors universitet som adjunkt i teologiska prenotioner. Han gav också ut religionsfilosofiska och teologiska skrifter.
Kaila var biskop i Viborgs stift inom Evangelisk-lutherska kyrkan i Finland åren 1925–1935 och ärkebiskop i Åbo ärkestift åren 1935-1944.
Kaila angrep med sina skrifter ofta diktatur och förespråkade demokrati. Han satt också i Finlands riksdag åren 1917–1927 och representerade då Samlingspartiet.
Kailas farbror Gustaf Johansson var också ärkebiskop åren 1899–1930.